# Hop Bottom (Pensilvania)
Hop Bottom es un borough ubicado en el condado de Susquehanna en el estado estadounidense de Pensilvania. En el año 2000 tenía una población de 333 habitantes y una densidad poblacional de 214.3 personas por km².

## Geografía
Hop Bottom se encuentra ubicado en las coordenadas 41°42′18″N 75°45′56″O / 41.70500, -75.76556.

## Demografía
Según la Oficina del Censo en 2000 los ingresos medios por hogar en la localidad eran de $32,656 y los ingresos medios por familia eran $36,827. Los hombres tenían unos ingresos medios de $31,250 frente a los $13,750 para las mujeres. La renta per cápita para la localidad era de $17,208. Alrededor del 17.6% de la población estaba por debajo del umbral de pobreza.